# Han Zheng
Han Zheng (chinois : 韩正 ; pinyin : Hán Zhèng), né le 22 avril 1954 à Shanghai, est un homme politique chinois qui occupe depuis 2023 le poste de 11e vice-président de la Chine. Il a précédemment occupé le poste de premier vice-premier ministre de Chine entre 2018 et 2023, et celui de septième membre du Comité permanent du Politburo du Parti communiste chinois (PCC) entre 2017 et 2022.
Han a été secrétaire adjoint du comité du PCC et maire de Shanghai entre 2003 et 2012. En novembre 2012, il a été promu secrétaire du comité du PCC de Shanghai, le plus haut poste politique de la ville, et a également obtenu un siège au Politburo du PCC. En octobre 2017, il est devenu membre du 19e comité permanent du Politburo du PCC, l'organe décisionnel suprême de la Chine, et en mars 2018, il est devenu le premier vice-premier ministre de Chine. Au cours de son mandat, il a été le principal dirigeant du PCC en ce qui concerne les affaires de Hong Kong et de Macao, présidant la réponse du gouvernement aux manifestations de Hong Kong de 2019-2020 et aux changements électoraux de 2021 à Hong Kong.
Han s'est ensuite retiré du comité permanent du Politburo, ainsi que du comité central au sens large, après le 20e congrès national du PCC en octobre 2022. Lors de l'Assemblée nationale populaire de mars 2023, Han a été élu vice-président de la Chine et député à la 14e Assemblée nationale populaire. Considéré comme le « numéro huit » de la hiérarchie chinoise et proche conseiller du président Xi Jinping, Han Zheng s'est concentré sur les affaires étrangères et la diplomatie dans le cadre de son rôle cérémoniel au sein du gouvernement. Il a été le représentant spécial du président Xi lors d'événements tels que le couronnement de Charles III et de Camilla en 2023 et la seconde investiture de Donald Trump en 2025.

## Biographie

### Début de carrière
Han Zheng est né à Shanghai en avril 1954, mais ses origines remontent à Cixi, dans la province voisine du Zhejiang. Il a été "rééduqué" pendant la révolution culturelle et a travaillé dans une ferme collective dans le comté de Chongming, à Shanghai. Il a ensuite travaillé dans un entrepôt d'une entreprise d'installations de levage, puis dans la division de l'approvisionnement et de la commercialisation de l'entreprise. Il a également été secrétaire adjoint de la Ligue de la jeunesse communiste chinoise (LJCC) entre 1975 et 1980. Il a rejoint le parti communiste chinois en 1979.
Han a ensuite occupé un poste administratif au sein de la Shanghai Chemical Equipment Industry Company entre 1980 et 1982. Là-bas, il a été secrétaire du comité LJCC du Bureau de l'industrie chimique du gouvernement municipal de Shanghai entre 1982 et 1986, et secrétaire adjoint du PCC de l'École d'ingénierie chimique de Shanghai entre 1986 et 1987. Après cela, il travaillé comme secrétaire du PCC et directeur adjoint de l'usine de chaussures en caoutchouc n° 6 de Shanghai entre 1987 et 1988. Pendant cette période, il a été félicité par Zhu Rongji, alors maire de Shanghai.
Han Zheng a été secrétaire du PCC et directeur adjoint de l'usine de caoutchouc de Dazhonghua entre 1988 et 1990. Entre 1983 et 1985, il a également suivi un programme universitaire de deux ans à l'université de Fudan, puis a obtenu un diplôme de premier cycle en politique à l'université normale de Chine orientale entre 1985 et 1987 dans le cadre d'études à temps partiel.
En juin 1990, Han entre officiellement au comité de Shanghai de la ligue jeunesse communiste. Dans cette dernière, il devient le secrétaire adjoint chargé des affaires courantes, puis le secrétaire en 1991. En novembre 1992, il est nommé gouverneur et secrétaire adjoint du PCC du district de Luwan. Durant son mandat dans le district, Han est à l'origine de l'initiative de revitalisation de Huaihai Road, transformant la rue en une destination commerciale glamour. Il s'est également attaché à améliorer l'écologie du district et à étendre ses espaces verts. Han a ensuite obtenu une maîtrise en économie politique internationale.

### Carrière à Shanghai
En juillet 1995, Han est nommé secrétaire général adjoint du gouvernement populaire municipal de Shanghai, au cours duquel il est nommé secrétaire adjoint du PCC du Comité de travail économique global de la municipalité, directeur de la Commission de planification de la ville et directeur du Bureau de gestion des titres. En décembre 1997, il est nommé pour la première fois membre du Comité permanent du PCC de la municipalité, entrant ainsi dans les cercles dirigeants. En février 1998, il est nommé vice-maire de Shanghai ; en mai 2002, il est nommé secrétaire adjoint du PCC de Shanghai. Han rejoint le Comité central du Parti communiste chinois lors du 16e Congrès du Parti en 2002. En 2003, il est nommé maire de la ville.
En 2006, Han devient le secrétaire intérimaire du comité du PCC de Shanghai après le limogeage de Chen Liangyu à la suite d'enquêtes sur la corruption dans le cadre du scandale des retraites de Shanghai. Son mandat de secrétaire intérimaire du parti à Shanghai dure depuis cinq mois, lorsque le 24 mars 2007, Xi Jinping est élu secrétaire du parti de Shanghai après avoir occupé le même poste dans la province voisine de Zhejiang. Après avoir son assistant, Han Zheng voit Xi devenir membre du comité permanent du Politburo du PCC en octobre 2007, et vice-président en 2008.
Yu Zhengsheng a succédé à Xi en tant que secrétaire du parti à Shanghai, et Han a travaillé pour lui pendant les cinq années suivantes. En 2008, il était attendu que Han Zheng se retire de la direction en raison des retombées du scandale de Chen, mais Yu a encouragé les autorités compétentes à Pékin à maintenir Han à son poste. Han a pris ses fonctions de secrétaire du parti en novembre 2012, peu après la conclusion du 18e congrès national du PCC, il a obtenu un siège au 18e Politburo du Parti communiste chinois. En raison de sa longue carrière à Shanghai, Han est considéré comme un membre de la clique de Shanghai.

### Premier vice-premier ministre
Han a été choisi comme membre du Comité permanent du Politburo du 19e PCC, l'organe décisionnel suprême de la Chine, lors de la première session plénière du 19e Comité central du Parti communiste chinois le 25 octobre 2017. En mars 2018, l'Assemblée populaire nationale l'a nommé premier vice-premier ministre du Conseil des affaires d'État dans le gouvernement de Li Keqiang.

#### Crise à Hong-Kong
Han a succédé à Zhang Dejiang à la tête du groupe central de coordination pour les affaires de Hong Kong et de Macao en avril 2018, ce qui fait de lui le principal dirigeant du PCC en ce qui concerne les affaires de Hong Kong et de Macao. Le groupe de coordination central a ensuite été transformé en groupe directeur central en 2020.
Han a joué un rôle clé dans la réponse des dirigeants chinois lors des manifestations de Hong Kong en 2019-2020. Selon un rapport de Reuters en 2019, peu après la prise d'assaut du complexe du Conseil législatif, Han Zheng a autorisé le chef de l'exécutif de Hong Kong, Carrie Lam, à communiquer directement avec son cabinet, plutôt que de passer par le bureau de liaison officiel de Hong Kong. Il a également rapporté que Han avait convoqué Lam à la Villa Bauhinia, utilisée par le gouvernement chinois pour les discussions avec les fonctionnaires de Hong Kong, le 12 juin. Lam y aurait proposé de suspendre le projet de loi sur l'extradition à l'origine des manifestations, ce que Han aurait accepté après avoir parlé à d'autres dirigeants chinois.
En mars 2021, Han a déclaré que les réformes électorales à Hong Kong, destinées à réduire le pouvoir des conseillers de district et à accroître celui du comité électoral, étaient mises en œuvre pour « prévenir la subversion ».

### Vice-président
Après le 20e congrès national du PCC en octobre 2022, Han Zheng s'est retiré du comité permanent du Politburo, ainsi que du comité central au sens large, à l'âge de 66 ans. Il a ensuite été élu député à la 14e Assemblée nationale populaire, le seul membre sortant du Politburo à l'avoir été. Le 10 mars 2023, Han est élu, lors de la première session de la 14e ANP, vice-président de la Chine, succédant à Wang Qishan. En tant que vice-président, Han est connu comme le « numéro huit » dans la hiérarchie des dirigeants chinois, après le comité permanent du Politburo, composé de sept membres. Son rôle au sein du gouvernement reste cérémoniel.
En tant que vice-président, Han a participé à des activités diplomatiques. Han a été le représentant spécial du président Xi lors du couronnement de Charles III et de Camilla en mai 2023. En août, il a rencontré le ministre britannique des affaires étrangères, James Cleverly, à Pékin. Ensuite, Han Zheng a rencontré le secrétaire d'État américain Antony Blinken en marge de l'Assemblée générale des Nations unies ce même mois. En octobre, Han a assisté à l'investiture de Prabowo Subianto en tant que huitième président de l'Indonésie.
En mai 2024, Han a rencontré le président russe Vladimir Poutine à Harbin, où tous deux ont assisté à la cérémonie d'ouverture de la 8e exposition Chine-Russie. Le 10 octobre, il a succédé à Wang Qishan en tant que président honoraire de la Société de la Croix-Rouge de Chine. Il a assisté à la seconde investiture de Donald Trump le 20 janvier 2025 en tant que représentant spécial du président Xi. C'est la première fois qu'un haut fonctionnaire du gouvernement chinois est envoyé à une cérémonie d'investiture du président américain. La présence de Han à cet événement, en tant que haut fonctionnaire de confiance, a été considérée par les commentateurs comme représentative de l'intérêt de Xi Jinping pour le renforcement des relations entre la Chine et les États-Unis. Han a participé à des réunions séparées avec le nouveau vice-président américain JD Vance et l'allié de Trump, Elon Musk, avant l'inauguration, où Han et chacun des deux américains ont réaffirmé cette directive visant à promouvoir l'accord et les relations stables entre leurs pays respectifs.

## Famille
Han Zheng est mariée à Wang Ming, qui aurait été vice-président de la Shanghai Charity Foundation. Ils ont une fille.